# Peršaja Liha 2016
La Peršaja Liha 2016 è stata la 26ª edizione della seconda serie del campionato bielorusso di calcio. La stagione è iniziata il 16 aprile 2016 ed è terminata il 5 novembre successivo.

## Stagione

### Novità
Al termine della passata stagione sono salite in massima serie Islač, Haradzeja e Krumkačy Minsk. È retrocesso in Druhaja liha il Rėčyca-2014.
Dalla Vyšėjšaja Liha 2015 è retrocesso il Homel'. Dalla Druhaja liha sono saliti Luč Minsk, Uzda e Tarpeda Minsk.
Il Bjaroza-2010 si è sciolto al termine della passata stagione, mentre il Kobryn e il neopromosso Uzda non hanno ottenuto la licenza nazionale per partecipare al torneo. Al loro posto è stato ammesso dalla terza serie l'Ašmjany, riducendo così il numero di squadre da sedici a quattordici.

### Formula
Le quattordici squadre si affrontano due volte, per un totale di ventisei giornate.
Le prime due classificate, vengono promosse in Vyšėjšaja Liha 2017. L'ultima, invece, retrocede in Druhaja liha.

## Classifica finale
|  | Pos. | Squadra                  | Pt | G  | V  | N  | P  | GF | GS | DR  |
|  | ---- | ------------------------ | -- | -- | -- | -- | -- | -- | -- | --- |
|  | 1.   | Homel'                   | 63 | 26 | 19 | 6  | 1  | 48 | 11 | +37 |
|  | 2.   | Dnjapro Mahilëŭ (-1)     | 63 | 26 | 20 | 4  | 2  | 61 | 19 | +42 |
|  | 3.   | Homel'želdortrans Homel' | 44 | 26 | 12 | 8  | 6  | 33 | 24 | +9  |
|  | 4.   | Luč Minsk                | 41 | 26 | 12 | 6  | 8  | 38 | 28 | +10 |
|  | 5.   | Smarhon'                 | 38 | 26 | 10 | 8  | 8  | 40 | 39 | +1  |
|  | 6.   | Lida                     | 38 | 26 | 11 | 5  | 10 | 26 | 33 | -7  |
|  | 7.   | Orša                     | 37 | 26 | 9  | 10 | 7  | 43 | 34 | +9  |
|  | 8.   | Smaljavičy-STI           | 34 | 26 | 9  | 7  | 10 | 38 | 29 | +9  |
|  | 9.   | Tarpeda Minsk            | 33 | 26 | 9  | 6  | 11 | 35 | 36 | -1  |
|  | 10.  | Zorka-BDU Minsk          | 33 | 26 | 9  | 6  | 11 | 33 | 41 | -8  |
|  | 11.  | Slonim                   | 24 | 26 | 6  | 6  | 14 | 36 | 49 | -13 |
|  | 12.  | Chimik Svetlahorsk       | 23 | 26 | 6  | 5  | 15 | 26 | 49 | -23 |
|  | 13.  | Baranavičy               | 22 | 26 | 5  | 7  | 14 | 35 | 51 | -16 |
|  | 14.  | Ašmjany                  | 7  | 26 | 2  | 2  | 22 | 15 | 64 | -49 |

Legenda:
      Promossa in Vyšėjšaja Liha 2017.
      Retrocessa nelle Druhaja Liha 2017
Note:
Tre punti a vittoria, uno a pareggio, zero a sconfitta.